# Juan Luis Moraza
Juan Luis Moraza Pérez (Vitoria, 22 de junio de 1960) es un escultor y profesor universitario español.

## Vida y Trayectoria
Doctor en Bellas Artes por la UPV-EHU (1994), recibe la beca del Banesto en 1990, y la Beca de la Academia de Roma, del Ministerio de Asuntos Exteriores, en 1991. 
Miembro fundador del colectivo CVA (1980-1985) junto con Marisa Fernández, con el que creó obras de un marcado conceptualismo
En la actualidad combina su trabajo de escultor con la docencia y transmisión del Arte.
Es profesor titular del Departamento de Escultura de la Facultad de Bellas Artes de la Universidad de Vigo e imparte docencia en el Master de Creación e Investigación en la Universidad del País Vasco; siendo también profesor invitado en la Facultad de Bellas Artes de Cuenca, en las Escuelas de Arquitectura de Madrid, y Sevilla, en la Ëcole d´Art de Marsella, en la Universidad de Tirana, en el Instituto de Estética y Teoría de las Artes de Madrid,la Universidad de Buenos Aires, o la Universidad Internacional Menéndez Pelayo...
Ha organizado y participado en diferentes seminarios, cursos y jornadas sobre creatividad y producción artística en la nueva sociedad del conocimiento, como por ejemplo "ARTE y SABER" (Arteleku . San Sebastián y UNIA, Sevilla, 2004), "INTERPASIÓN. Sobre Cognición creativa y producción artística en un nuevo espacio social", (Arteleku, San Sebastián, 1999); el Congreso La mujer ante el umbral del nuevo milenio (Universidad de Salamanca- The British Council. Salamanca, 1996); el XII Congreso Internacional de Estética (Universidad Autónoma de Madrid, 1992); el II Congreso internacional multidisciplinar "Diálogos de Cocina" (Palacio de Miramar, San Sebastián, 2009); En el SITAC XIV (Museo Nacional de Arqueología y la UAM de México, 2020); Un placer (Arteleku, San Sebastián, 1992); Indoméstico (Imatra, 2000); Implejidades (Arteleku, San Sebastián, 2009).
Ha publicado, entre otros, los libros "Corduras" (2007), "Ornamento y Ley" (2007), "Laboratorio de papeles", Fundación Museo Jorge Oteiza, Alzuza (Navarra), 2006; "MA(non é)DONNA. Imágenes de creación, procreación y anticoncepción" (1993); "Seis sexos de la diferencia" (1990) y numerosos ensayos en libros de colaboración, revistas especializadas, catálogos y periódicos.

## Exposiciones
Ha representado a España en la Expo 92 de Sevilla, en la Bienal de São Paulo de 1994 y en Bienal de Venecia de 2001.
Entre sus últimas exposiciones individuales cabe destacar, "de oficio" (Galería Estrany-de la Mota, 2017), "trabajo absoluto" (Galería Espacio Mínimo, Madrid; MAC, Coruña. 2016), "república" (Museo Reina Sofia. Madrid), "Software" (Moisés Pérez Albéniz, Pamplona, 2010); "IMPLEJIDADES" (Centro Cultural Montehermoso, Vitoria, 2009), "Repercusiones" (Trayecto, Vitoria, 2007), S¡ (Elba Benítez, Madrid, 2004), Plata, Madrid (2003); Interpasividad, Koldo Mitxelena, San Sebastián (1999); NAS San Sebastián, Galería DV, (1998); Anesteticas. Algologos, Centro Andaluz de Arte Moderno, Sevilla (1998). Y entre las colectivas Bida, Valencia (2001); Arte español para fin de siglo, Barcelona (1997); Mais tempo menos historia, Oporto (1996); Cocido y crudo, Madrid (1994); Lux Europae, Edimburgo (1992); El sueño imperativo, Madrid (1991).
HA comisariado algunas importantes exposiciones como "Tesoro público. Economías de realidad" (Museo Artium. Vitoria, 2012), "el retorno de lo imaginario, REALISMOS ENTRE XIX y XXI" (Museo Reina Sofia de Madrid,2010), o, en 2007 comisarió en el Museo Guggenheim Bilbao, para la conmemoración del décimo aniversario de su creación, la muestra denominada "Incógnitas: cartografías del arte contemporáneo en Euskadi".
Actualmente su obra está presente en multitud de espacios públicos y privados, en Museos como el MACBA de Barcelona, el Guggenheim Bilbao, el Museo Reina Sofía, el Museo Artium de Vitoria, Museo de Bellas Artes de Bilbao y colecciones como la de Rona Hoffman, o la colección Dona & Howard Stone, entre otras.